# Melanthium woodii
Melanthium woodii là một loài thực vật có hoa trong họ Melanthiaceae. Loài này được (J.W.Robbins ex Alph.Wood) Bodkin miêu tả khoa học đầu tiên năm 1998.